# 24-Stunden-Rennen von Daytona 1969

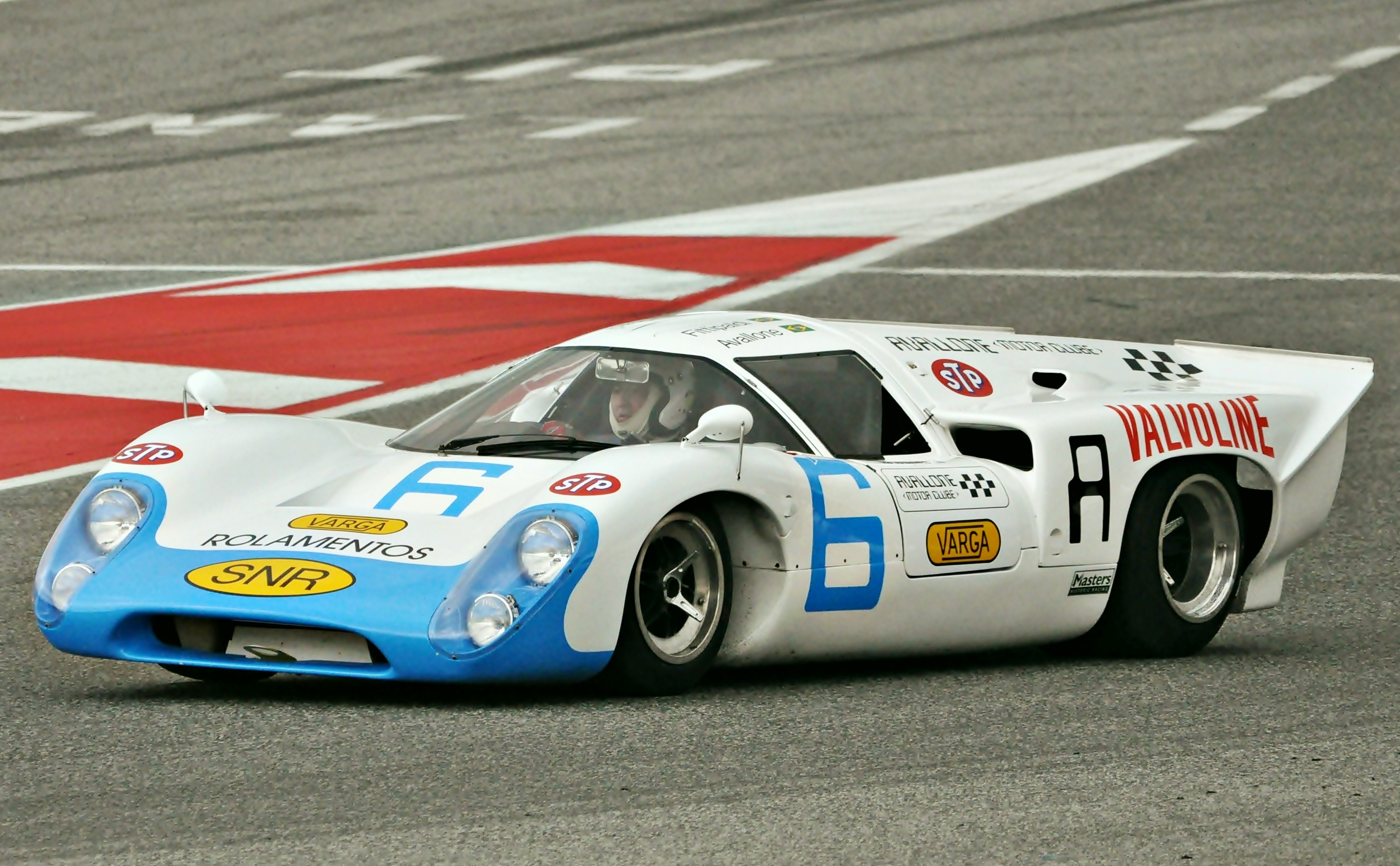
Lola T70 Mk.3B GT

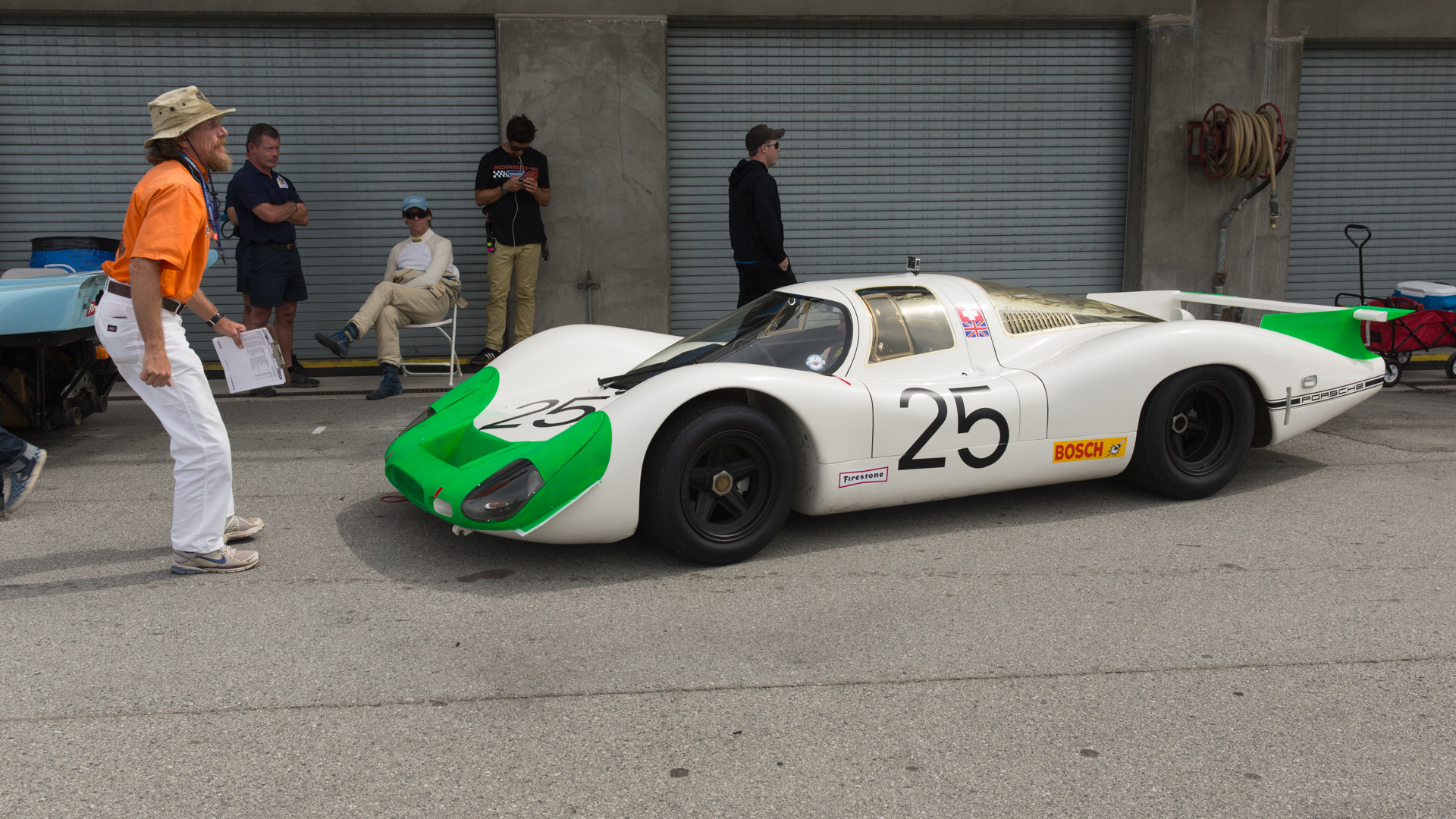
Porsche 908 Langheck

Das vierte 24-Stunden-Rennen von Daytona, auch 8th Annual World’s Championship 24 Hours of Daytona International Road Race, Daytona International Speedway, Daytona Beach, Florida, fand am 2. und 3. Februar 1969 auf dem Daytona International Speedway statt und war der erste Wertungslauf der Sportwagen-Weltmeisterschaft dieses Jahres.

## Vor dem Rennen
Nach der knappen Niederlage gegen Ford, repräsentiert durch die Werksmannschaft von John Wyer, in der Sportwagen-Weltmeisterschaft 1968 nahmen die Teamverantwortlichen von Porsche 1969 erneut die Herausforderung an, endlich den Titel eines Marken-Weltmeisters zu gewinnen. Nach Daytona reiste das Team mit fünf neu aufgebauten Porsche 908 Langheck an. Nach der Niederlage in Le Mans 1968 erhielten die 8-Zylinder-Boxermotoren mehr Leistung und alle fünf Wagen ein neues 5-Gang-Schnellschaltgetriebe. Mit Brian Redman kam in Daytona ein neuer Fahrer ins Team. Redman, der im Vorjahr bei John Wyer engagiert war, unterschrieb vor Daytona einen Vertrag bei Porsche. Sein Rennpartner war Vic Elford. Die weiteren Fahrerpaarungen lauteten Jo Siffert/Hans Herrmann, Richard Attwood/Joe Buzzetta, Gerhard Mitter und der von Alfa Romeo zurückgekehrte Udo Schütz sowie Rolf Stommelen/Kurt Ahrens. Neuer Rennleiter bei Porsche war Rico Steinemann. Der Schweizer Rennfahrer hatte den seit 1952 amtierenden Fritz Huschke von Hanstein abgelöst.
Die fünf Werks-Porsche waren neben einem Matra die einzigen Meldungen in der 3-Liter-Prototypenklasse. Ferrari war nach einem Jahr der Abwesenheit mit dem 312P in die Markenweltmeisterschaft zurückgekehrt, die Wagen waren jedoch noch nicht einsatzbereit und wurden in Vallelunga einem letzten Test unterzogen. Auch Alfa Romeo fehlte in Daytona. Der angekündigte Tipo 33 mit dem 3-Liter-V12-Motor ließ auf sich warten. Bei Testfahrten waren immer wieder Probleme aufgetreten.
In der Sportwagenklasse bis 5 Liter Hubraum meldete John Wyer die bewährten Ford GT40. Nach dem Abgang von Brian Redman kam dessen Landsmann Jackie Oliver zu Jacky Ickx ins Team. Der zweite Wagen wurde von David Hobbs und Mike Hailwood gefahren. Lucien Bianchi, der im Herbst davor für Wyer das 24-Stunden-Rennen von Le Mans gewinnen konnte, hatte bei Alfa Romeo einen Vertrag unterschrieben. Sein dortiger Teamkollege Pedro Rodríguez gehörte 1969 zur Werksmannschaft von Ferrari. Zu den beiden Ford kamen vier Lola T70 mit V8-Motoren von Chevrolet. Eines dieser Fahrzeuge setzte Roger Penske für sein Team Penske Racing ein. Das Fahrgestell wurde am 1. Januar zu Penske nach Mooresville geliefert. Die Mechaniker zerlegten den Lola bis zur Rumpfschale und bauten den Prototyp dann Teil für Teil wieder zusammen. Die Ölleitungen wurden gereinigt, die Radlager erneuert und die Bremsleitungen durch qualitativ hochwertigere ersetzt. Alle Anschlussstellen wurden geprüft und alle Schrauben durch solche mit höherer Festigkeit ersetzt. Die Tanks wurden auf Dichtheit geprüft und gereinigt. Am Schluss wurden die Radaufhängungen mit Messgeräten neu eingestellt. Als Fahrer wurden Mark Donohue und Ronnie Bucknum gemeldet. Vor dem ersten Training musste Bucknum, der sich bei einem Motorradunfall einen Finger gebrochen hatte, auf den Start verzichten. Für ihn wurde kurzfristig Chuck Parsons eingeflogen. Zwei T70 meldete der Schauspieler James Garner für sein Team American International Racing. Fahrer waren Ed Leslie, Lothar Motschenbacher, Scooter Patrick und Dave Jordan. Der vierte Lola kam aus Europa und wurde von Joakim Bonnier und Ulf Norinder gesteuert.

## Das Rennen
Während des ersten Nachttrainings entdeckten die Porsche-Mechaniker beim Mitter/Schütz-908 einen Riss im mit Kunststoff überzogenen Aluminium-Tank. Der Wagen wurde aus dem Training genommen und das Team verlor wertvolle Testzeit. Im zweiten Nachttraining hatte Henri Pescarolo im Matra-Sports 630M einen schweren Unfall. Pescarolo war noch nie in Daytona gefahren und kam mit dem Matra in seiner vierten Runde beim Überrunden eines Porsche 911 von der Ideallinie ab und prallte in der Steilwand in die Begrenzung. Der Matra überschlug sich und blieb auf dem Dach liegen. Pescarolo konnte dem Wrack unverletzt entsteigen.
Die beste Trainingszeit erzielte Vic Elford, der im letzten Training 1:52,200 Minuten fuhr und im Rennen auch nach dem Start die Führung im Porsche mit der Nummer 52 übernahm. Elford und Teamkollege Joseph Siffert im Wagen mit der Nummer 50 fuhren zu Beginn an der Spitze, gefolgt von den Lolas mit Donohue und Bonnier sowie den restlichen Porsche. Die beiden Ford GT40 fuhren zu Beginn ein langsames Tempo am Ende des Prototypen- und Sportwagenfeldes. Nach einer Stunde Renndauer überrundete der führende Elford sogar den Ford von David Hobbs. Die ersten Tankstopps und Fahrerwechsel zogen das Feld auseinander. Ulf Norinder, der den Lola von Joakim Bonnier übernommen hatte, touchierte mit dem Wagen die Mauer in der Steilkurve und musste mit defekter Radaufhängung aufgeben.
Nach knapp zwei Stunden Renndauer begannen die Probleme bei Porsche. Erst hatte Gerhard Mitter im Oval bei hohem Tempo einen Reifenschaden, konnte den 908 aber unbeschädigt an die Boxen bringen. In der dritten Stunde kam Brian Redman an der zweiten Stelle liegend an die Boxen. Er überfuhr dabei die Porsche-Box und musste den Wagen zurückschieben. Auspuffgase waren in das Cockpit eingedrungen und hatten beinahe zu einer Ohnmacht des Fahrers geführt. Es war der Beginn eines Desasters mit Krümmern und Auspuffen bei allen Porsche 908. Um Gewicht zu sparen, waren die Teile aus leichterem Material gefertigt worden. Durch die Belastungen, die in den Steilkurven entstanden, brachen die Schweißnähte in Serie. Nach einer Fahrzeit von fünf Stunden stand der bis dahin führende 908 von Elford/Redman eine halbe Stunde an der Box, weil auch hier der Krümmer getauscht werden musste. Bevor der Wagen wieder zurück auf die Bahn konnte, mussten die Mechaniker dasselbe Problem am Stommelen/Ahrens-Wagen lösen. Durch die brechenden Schweißnähte drangen bei allen 908 Auspuffgase in die Cockpits ein und machten den Piloten schwer zu schaffen. Joe Buzetta musste halb ohnmächtig aus dem Auto gehoben werden. Bei Gerhard Mitter bestand sogar die Gefahr einer Kohlenstoffmonoxidvergiftung. Der Teamarzt gab Entwarnung, weiterfahren durfte Mitter aber nicht. Siffert verlor an der Spitze fahrend den gesamten Auspuff auf der Piste. Keiner der fünf Porsche 908 erreichte das Ziel. Zu den Problemen mit den Krümmern kamen Schwierigkeiten mit den Nockenwellen, die zum Ausfall von Siffert/Herrmann, Stommelen/Ahrens und Mitter/Schütz führten. Der Wagen von Mitter/Schütz blieb am längsten im Rennen und wurde noch auf Platz 24 im Gesamtklassement gewertet. Elford/Redman und Attwood/Buzzetta ereilte ein Motorschaden.
Auch die beiden Ford GT40 fielen aus. Jacky Ickx hatte in den Morgenstunden einen Unfall und Mike Hailwood musste den zweiten Ford mit einem komplett überhitzten Motor abstellen. Am Ende gab es einen Doppelsieg für Lola. Der siegreiche Penske-T70 legte dabei 47 Runden weniger zurück als der Porsche 907 2.2 1968. Während der 24 Stunden hatte der Lola 31 Boxenstopps. 2:10:12 Stunden stand der Wagen an der Box. Ein defektes Tankventil beschränkte das Tankvolumen. Statt 37 Gallonen konnten bei einem Stopp nur 20 nachgefüllt werden. Neben den obligatorischen Reifenwechseln wurden Bremsklötze, eine Auspuffdichtung und der Starter gewechselt.

## Ergebnisse

### Schlussklassement
| 1               | S 5.0    | 6   | Roger Penske Racing                      | Mark Donohue Chuck Parsons                               | Lola T70 Mk.3B GT            | 626 |
| 2               | S 5.0    | 8   | American International Racing            | Ed Leslie Lothar Motschenbacher                          | Lola T70 Mk.3 GT             | 596 |
| 3               | T 5.0    | 26  | Jon Ward Racing Ent.                     | Jerry Titus Jon Ward                                     | Pontiac Firebird             | 591 |
| 4               | GT 2.0   | 20  | P.A.R.T.                                 | Tony Adamowicz Bruce Jennings Herb Wetanson              | Porsche 911T                 | 583 |
| 5               | T 2.0    | 14  | Fine Grinding Co.                        | Bert Everett Alan Johnson Lin Coleman                    | Porsche 911                  | 581 |
| 6               | S 2.0    | 31  | Raceco of Miami                          | Hugh Kleinpeter Bob Beatty John Gunn                     | Chevron B8                   | 579 |
| 7               | S 5.0    | 9   | American International Racing            | Scooter Patrick Dave Jordan                              | Lola T70 Mk.3 GT             | 578 |
| 8               | T 2.0    | 47  | Harold Williamson                        | Harold Williamson George Drolsom                         | Porsche 911                  | 577 |
| 9               | GT 2.0   | 68  | Jacques Duval                            | Jacques Duval George Nicholas                            | Porsche 911T/R               | 571 |
| 10              | GT 2.0   | 48  | Wicky Racing Team                        | André Wicky Sylvain Garant                               | Porsche 911T                 | 569 |
| 11              | P 2.0    | 97  | Algar Enterprises                        | Claudio Maglioli Raffaele Pinto                          | Lancia Fulvia HF Zagato      | 566 |
| 12              | T 5.0    | 5   | Randy’s Auto Body                        | Bob Grossman Bob Dini                                    | Chevrolet Camaro             | 549 |
| 13              | T 5.0    | 38  | Flem-Cor Ent.                            | Jim Corwin Mike Manner Carson Baird                      | Chevrolet Camaro             | 549 |
| 14              | T 2.0    | 86  | RBM Motors                               | Pete Harrison Jack Ryan                                  | Porsche 911                  | 548 |
| 15              | S 2.0    | 61  | Sportscars Unlimited Switzerland         | Masten Gregory Richard Broström                          | Porsche 910                  | 544 |
| 16              | GT + 5.0 | 96  | Zorian Productions Ltd.                  | Smokey Drolet John Tremblay Vince Gimondo John Belperche | Chevrolet Corvette           | 532 |
| 17              | P 2.0    | 83  | MacMillan Ring Free                      | Jim Baker Clive Baker Paul Richards                      | Austin-Healey Sprite         | 527 |
| 18              | P 2.0    | 4   | HRH Corp.                                | Jim McDaniel Steve Pieper Bill Scott                     | Zink VSR                     | 519 |
| 19              | GT 2.0   | 55  | Waldron Motors                           | Jim Gammon Ray Mummery                                   | MGB                          | 508 |
| 20              | S 2.0    | 62  | Rainer Brezinka                          | Rudy Bartling Fritz Hochreuter Rainer Brezinka           | Porsche 906                  | 507 |
| 21              | T 5.0    | 18  | Maurice Carter Chevrolet                 | Maurice Carter Nat Adams                                 | Chevrolet Camaro             | 501 |
| 22              | T 5.0    | 32  | Harold Rose                              | Harold Rose Mike Richards                                | Chevrolet Camaro             | 499 |
| 23              | GT 5.0   | 41  | North American Racing Team               | Sam Posey Ricardo Rodríguez-Cavazos                      | Ferrari 275 GTB/C            | 494 |
| 24              | P 3.0    | 53  | Porsche System Engineering               | Udo Schütz Gerhard Mitter Richard Attwood                | Porsche 908L                 | 483 |
| 25              | T 2.0    | 79  | Arthur Mollin Racing                     | Art Riley Arthur Mollin                                  | Volvo 122 S                  | 473 |
| 26              | S 5.0    | 1   | J. W. Automotive Eng.                    | Jacky Ickx Jackie Oliver                                 | Ford GT40                    | 470 |
| 27              | GT 2.0   | 81  | Auto of Italy Inc.                       | Bill Pryor José Marina                                   | Alfa Romeo Giulia SS         | 451 |
| 28              | T 5.0    | 15  | Larry Drover                             | Larry Bock Larry Dent                                    | Chevrolet Camaro             | 449 |
| 29              | GT 2.0   | 56  | Waldron Motors                           | Thomas Harris Chris Waldron Ben Scott                    | MGB                          | 428 |
| Nicht klassiert |          |     |                                          |                                                          |                              |     |
| 30              | T 2.0    | 43  | Gary Wright                              | Gary Wright Bill Craine                                  | Porsche 911                  | 337 |
| 31              | P 2.0    | 98  | Algar Enterprises                        | Bruce Hollander Robert Clark Wayne Marsula               | Lancia Fulvia HF Zagato      | 331 |
| Ausgefallen     |          |     |                                          |                                                          |                              |     |
| 32              | P 3.0    | 50  | Porsche System Engineering               | Jo Siffert Hans Herrmann                                 | Porsche 908L                 | 415 |
| 33              | S 5.0    | 2   | J. W. Automotive Eng.                    | David Hobbs Mike Hailwood                                | Ford GT40                    | 401 |
| 34              | GT 5.0   | 46  | Bud Boles Racing                         | John Debo E. M. Parkerson                                | Triumph TR4                  | 378 |
| 35              | P 3.0    | 54  | Porsche System Engineering               | Rolf Stommelen Kurt Ahrens                               | Porsche 908L                 | 313 |
| 36              | P 3.0    | 52  | Porsche System Engineering               | Vic Elford Brian Redman                                  | Porsche 908L                 | 277 |
| 37              | P 3.0    | 51  | Porsche System Engineering               | Richard Attwood Joe Buzzetta                             | Porsche 908L                 | 273 |
| 38              | T 2.0    | 77  | Williams Racing Ent.                     | Marty Gifford Bill Campbell                              | Porsche 911                  | 272 |
| 39              | T 2.0    | 22  | P.A.R.T.                                 | Bob Bailey Jim Locke Mike Downs                          | Porsche 911                  | 249 |
| 40              | T 2.0    | 73  | Fred Opert Racing                        | Fred Opert Paul Sanford                                  | Porsche 911                  | 223 |
| 41              | GT 2.0   | 57  | David Heinz Imports                      | Dave Heinz Clarence Moerwald                             | MGB                          | 221 |
| 42              | T 5.0    | 33  | John McComb Racing                       | John McComb Dave Dooley                                  | Ford Mustang                 | 219 |
| 43              | T 5.0    | 91  | Mar Shipping Co.                         | Norberto Mastandrea Doug Silvers Robin Ormes             | Chevrolet Camaro             | 210 |
| 44              | T 5.0    | 11  | Best Photo Serv Inc.                     | Don Yenko Dick Guldstrand                                | Chevrolet Camaro             | 208 |
| 45              | GT + 5.0 | 67  | Owens-Corning Fiberglass Troy Promotions | Jerry Thompson Jim Harrell Tony DeLorenzo                | Chevrolet Corvette Sting Ray | 201 |
| 46              | T 2.0    | 21  | P.A.R.T.                                 | Jim Netterstrom John Kelly                               | Porsche 911                  | 182 |
| 47              | P 3.0    | 58  | Escuderia Nacional CS                    | Àlex Soler-Roig Rudi Lins                                | Porsche 907 2.2              | 158 |
| 48              | T 2.0    | 36  | Wilbur Pickett                           | Wilbur Pickett Mike Downs                                | Porsche 911                  | 153 |
| 49              | P 2.0    | 40  | North American Racing Team               | Charlie Kolb Giampiero Biscaldi                          | Ferrari Dino 206S            | 152 |
| 50              | T 5.0    | 17  | David McClain                            | David McClain Or Costanzo                                | Chevrolet Camaro             | 145 |
| 51              | P 3.0    | 25  | Dibos Ch.                                | Eduardo Dibos Mario Calabattisti                         | Alfa Romeo T33/2 2.5         | 139 |
| 52              | T 2.0    | 59  | Brumos Porsche                           | Peter Gregg Sten Axelsson                                | Porsche 911                  | 137 |
| 53              | GT 5.0   | 99  | Coguna Motors                            | Richard Robson Rajah Rodgers                             | Jaguar XKE                   | 116 |
| 54              | GT + 5.0 | 69  | Robert Esseks                            | Ed Lowther Robert Esseks Frank Dominianni                | Chevrolet Corvette           | 109 |
| 55              | GT 2.0   | 93  | Rick Cline                               | Rick Cline Michael Pickering                             | Triumph GT6                  | 108 |
| 56              | T 5.0    | 72  | Lafayette Speed Center                   | Billy Hagan John McVeigh Francis Gillebard               | Mercury Cougar               | 88  |
| 57              | GT 2.0   | 88  | Auto Enterprise of Chestnut Hills        | Francis Grant Dieter Oest Barry Batchin                  | Lancia Fulvia HF             | 79  |
| 58              | S 5.0    | 38  | Team Raceco of Miami                     | Fausto Merello Umberto Maglioli Eddie Alvarez            | Ferrari 250LM                | 68  |
| 59              | S 5.0    | 60  | Sportscars Unlimited Switzerland         | Jo Bonnier Ulf Norinder                                  | Lola T70 Mk.3B GT            | 52  |
| 60              | GT + 5.0 | 16  | Rafferty Racing                          | Wedge Rafferty Jack Gearhart Dick Wisler                 | Chevrolet Corvette           | 48  |
| 61              | T 5.0    | 92  | Wilton Jowett                            | Wilton Jowett Craig Fisher                               | Chevrolet Camaro             | 44  |
| 62              | GT + 5.0 | 66  | Owens-Corning Fiberglass Troy Promotions | Tony DeLorenzo Dick Lang                                 | Chevrolet Corvette Sting Ray | 23  |
| 63              | S 2.0    | 45  | Scuderia Autosport                       | George Waltman Wallis Bird                               | Osca GT2                     | 1   |
| Nicht gestartet |          |     |                                          |                                                          |                              |     |
| 64              | S 5.0    | 7   | William Wonder Inc.                      | William Wonder Ray Cuomo                                 | Ford GT40                    | 1   |
| 65              | T 5.0    | 19  | Bud Moore                                | Charles Buckley Gordon Cooper                            | Mercury Cougar               | 2   |
| 66              | P 3.0    | 24  | Matra-Sports                             | Johnny Servoz-Gavin Henri Pescarolo                      | Matra-Sports 630M            | 3   |
| 67              | T 2.0    | 37  | Richard Crebs                            | Ronald Strickler Dennis Wherrell                         | Alfa Romeo GTA               | 4   |
| 68              | T 2.0    | 49  | Richard Crebs                            | Richard Crebs Robert Whitaker                            | Alfa Romeo GTA               | 5   |
| 69              | T 5.0    | 69  | LeVerne Hartje                           | James Hall                                               | Dodge Dart                   | 6   |
| 70              | S 5.0    | 60T | Sportscars Unlimited of Switzerland      |                                                          | Lola T70 Mk.3 GT             | 7   |

1 nicht gestartet
2 nicht gestartet
3 Unfall im Training
4 nicht gestartet
5 nicht gestartet
6 nicht gestartet
7 Trainingswagen

### Nur in der Meldeliste
Hier finden sich Teams, Fahrer und Fahrzeuge, die ursprünglich für das Rennen gemeldet waren, aber aus den unterschiedlichsten Gründen daran nicht teilnahmen.
| Pos. | Klasse | Nr. | Team                  | Fahrer                                   | Chassis           |
| ---- | ------ | --- | --------------------- | ---------------------------------------- | ----------------- |
| 71   | GT 5.0 | 38  | Raceco of Miami       | Fausto Merello                           | Ferrari 275 GTB/4 |
| 72   | P 3.0  | 58  | Escuderia Nacional CS | Àlex Soler-Roig Rudi Lins Pauli Toivonen | Porsche 908       |

### Klassensieger
| Klasse   | Fahrer           | Fahrer            | Fahrer          | Fahrer         | Fahrzeug                | Platzierung im Gesamtklassement |
| -------- | ---------------- | ----------------- | --------------- | -------------- | ----------------------- | ------------------------------- |
| P 3.0    | Udo Schütz       | Gerhard Mitter    | Richard Attwood |                | Porsche 908L            | Rang 24                         |
| P 2.0    | Claudio Maglioli | Raffaele Pinto    |                 |                | Lancia Fulvia HF Zagato | Rang 11                         |
| S 5.0    | Mark Donohue     | Chuck Parsons     |                 |                | Lola T70 Mk.3B GT       | Gesamtsieg                      |
| S 2.0    | Hugh Kleinpeter  | Bob Beatty        | John Gunn       |                | Chevron B8              | Rang 6                          |
| GT + 5.0 | Smokey Drolet    | John Tremblay     | Vince Gimondo   | John Belperche | Chevrolet Corvette      | Rang 16                         |
| GT 5.0   | Sam Posey        | Ricardo Rodriguez |                 |                | Ferrari 275 GTB/C       | Rang 23                         |
| GT 2.0   | Tony Adamowicz   | Bruce Jennings    | Herb Wetanson   |                | Porsche 911T            | Rang 4                          |
| T 5.0    | Jerry Titus      | Jon Ward          |                 |                | Pontiac Firebird        | Rang 3                          |
| T 2.0    | Bert Everett     | Alan Johnson      | Lin Coleman     |                | Porsche 911             | Rang 5                          |

### Renndaten
- Gemeldet: 72
- Gestartet: 63
- Gewertet: 31
- Rennklassen: 9
- Zuschauer: unbekannt
- Wetter am Renntag: warm und trocken
- Streckenlänge: 6,132 km
- Fahrzeit des Siegerteams: 24:01:35,303 Stunden
- Gesamtrunden des Siegerteams: 626
- Gesamtdistanz des Siegerteams: 3838,382 km
- Siegerschnitt: 159,756 km/h
- Pole Position: Vic Elford – Porsche 908L (#52) – 1:52,200 = 196,736 km/h
- Schnellste Rennrunde: Jo Siffert – Porsche 908L (#50) – 1:54,000 = 211,236 km/h
- Rennserie: 1. Lauf zur Sportwagen-Weltmeisterschaft 1969